# Maypacius bilineatus
Maypacius bilineatus là một loài nhện trong họ Pisauridae.
Loài này thuộc chi Maypacius. Maypacius bilineatus được miêu tả năm 1895 bởi Pavesi.